# Bibliographie du Sport et littérature en France
Cette liste, qui présente plus de 220 écrivains, a vocation à être complétée ; cette liste doit beaucoup à des anthologies qui regroupent des textes inspirés par le sport :
- Jean Durry et Pierre Dauzier "Le chant du sport : histoire d'un thème et textes choisis français et étrangers", Paris, La Table ronde, 2006
- H. Le Targat et J.C. Lyleire "Anthologie de la littérature du sport", Lyon, Presses Universitaires de Lyon, 1988
- Gilbert Prouteau "L'Équipe de France : anthologie des textes sportifs de la littérature française", Paris, Plon, 1972.

La liste donnée ci-dessous est construite de telle façon que chaque auteur présent dans la liste apparaît dans l’ordre chronologique de sa date de naissance (qui figure entre parenthèses avant le nom de l’auteur) ; chaque nom est accompagné de la référence d’une œuvre de cet auteur ; une indication « pratique évoquée : », comme, par exemple, « pratique évoquée : cyclisme », vient dénoter de quel(les) pratique(s) sportive(s) il est question dans tel ou tel ouvrage :

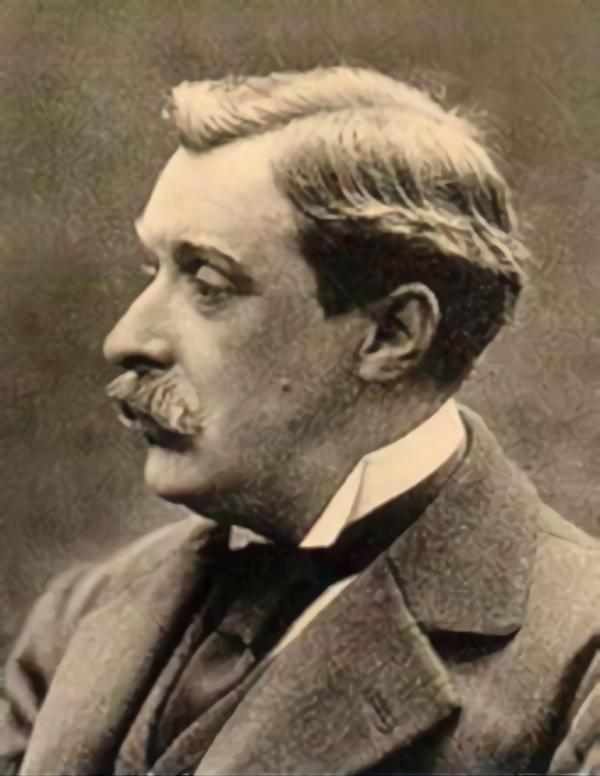
Alphonse Allais, auteur d'un récit sur le vélocipède, « Un bizarre accident », paru en 1899, dans « Pour cause de fin de bail ».
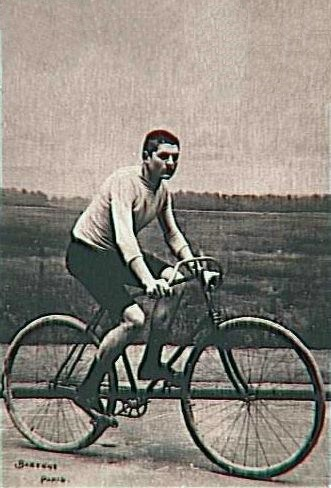
Constant Huret, pionnier du cyclisme sur route et sur piste, a gagné la course Bordeaux-Paris en 1899.

- (1850) Pierre Loti "Ramuntcho", Paris, Éditions Calmann-Lévy, 1897 (pratique évoquée : pelote basque)
- (1854) Alphonse Allais "Pour cause de fin de bail : œuvres anthumes", Paris, La Revue blanche, 1899 (pratique évoquée : cyclisme)
- (1856) J.-H. Rosny aîné "Le Roman d'un cycliste", Paris, E. Plon, 1899 (pratique évoquée : cyclisme)

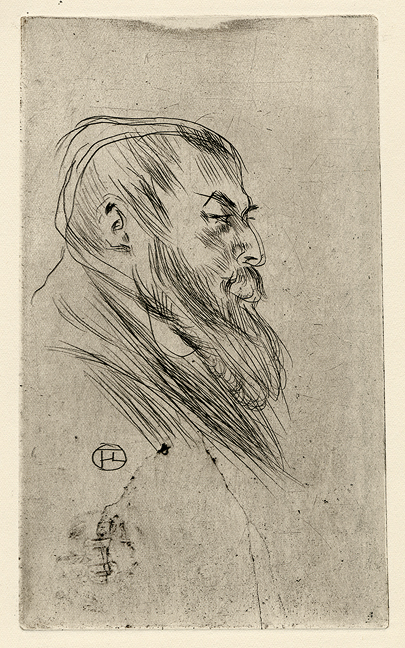
Tristan Bernard, auteur d’un ouvrage sur la boxe, "Nicolas Bergère", a manifesté toute sa vie un vif goût pour les pratiques sportives.
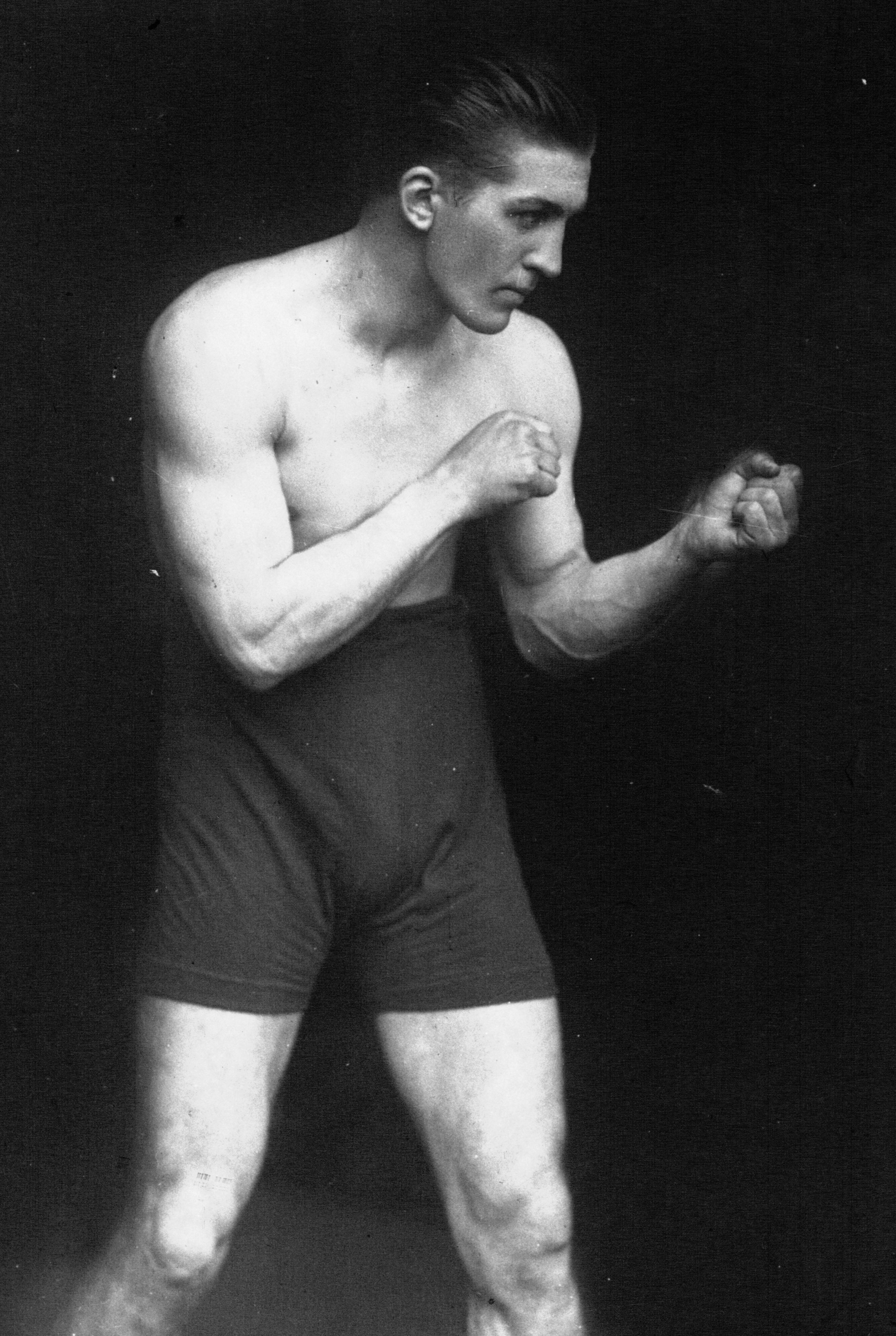
En 1911, année où Tristan Bernard publie "Nicolas Bergère", Georges Carpentier (photographié ici en 1922) devient champion d'Europe de boxe.

- (1863) Pierre de Coubertin "L'éducation en Angleterre : collèges et universités", Paris, Hachette, 1888
- (1864) Rémy Saint-Maurice "Le Recordman", Paris, A. Lemerre, 1898 (pratique évoquée : cyclisme)
- (1864) Maurice Leblanc "Voici des ailes !…", Paris, P. Ollendorff, 1898 (pratique évoquée : cyclisme)
- (1866) Tristan Bernard "Nicolas Bergère, joies et déconvenues d'un jeune boxeur", Paris, P. Ollendorff, 1911 (pratique évoquée : boxe)
- (1866) Jean Drault "Edgar Mouquet, sportif professionnel", Tours, Mame, 1934 (pratique évoquée : boxe)

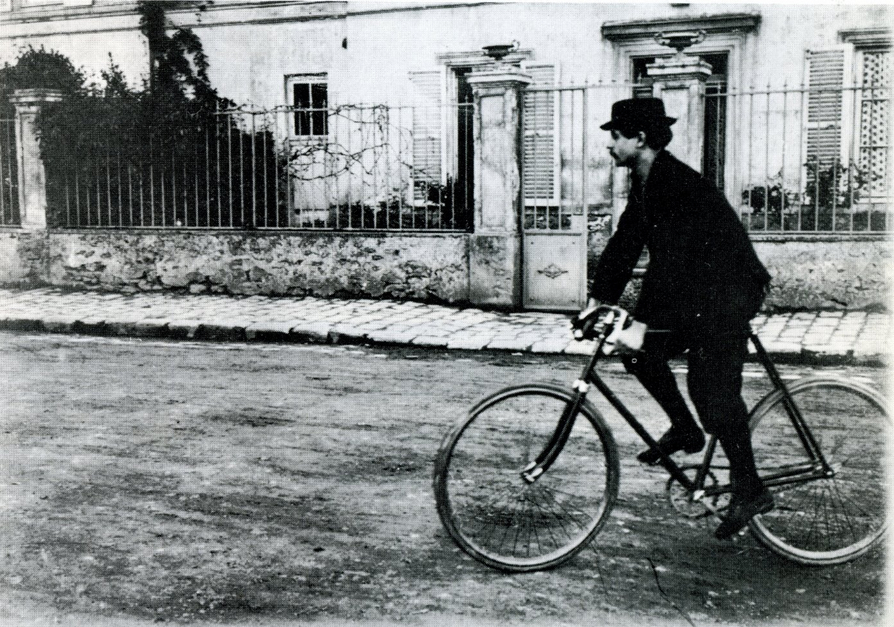
Alfred Jarry, auteur d’un ouvrage « Le Surmâle », où il est question, dans le récit « La course des dix mille milles », d’une équipe cycliste.
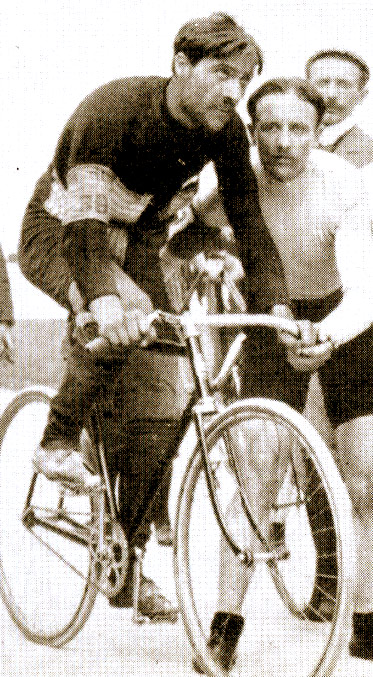
Photographie de Fernand Augereau qui a terminé en 1903 à la 3e place du 1er Tour de France.

- (1870) Charles-Henry Hirsch ""Petit" Louis, boxeur", Paris, E. Flammarion, sans date (pratique évoquée : boxe)
- (1871) Georges Rozet "Les Fêtes du muscle", Paris, B. Grasset, 1914
- (1873) Alfred Jarry "Le Surmâle : roman moderne", Paris, Éditions de la Revue blanche, 1902 (pratique évoquée : cyclisme)
- (1873) Jean Joseph-Renaud "Sur le ring", Paris, E. Fasquelle, 1921 (pratique évoquée : boxe)
- (1873) Colette "Contes des mille et un matins", Paris, Éditions du Club de l'honnête homme, 1975 (pratiques évoquées : aviation ; cyclisme ; boxe)
- (1879) Robert Dieudonné "Le Marchand de kilomètres", Paris, Éditions Berger-Levrault, 1932

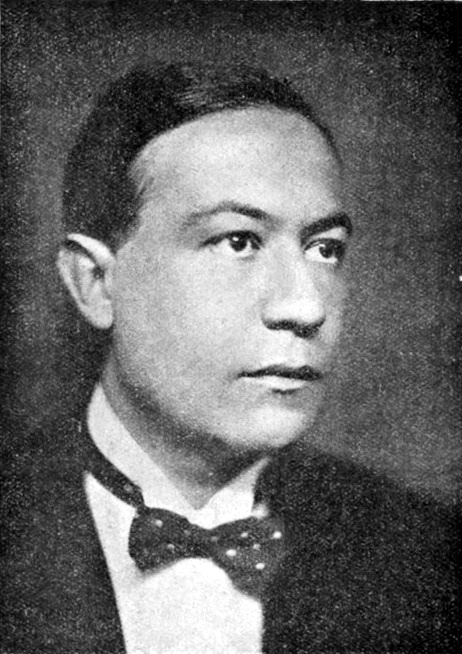
Paul Morand, auteur d’un ouvrage « Ouvert la nuit », où il est question, dans le récit « La Nuit des six-jours », d’une compétition cycliste sur piste.
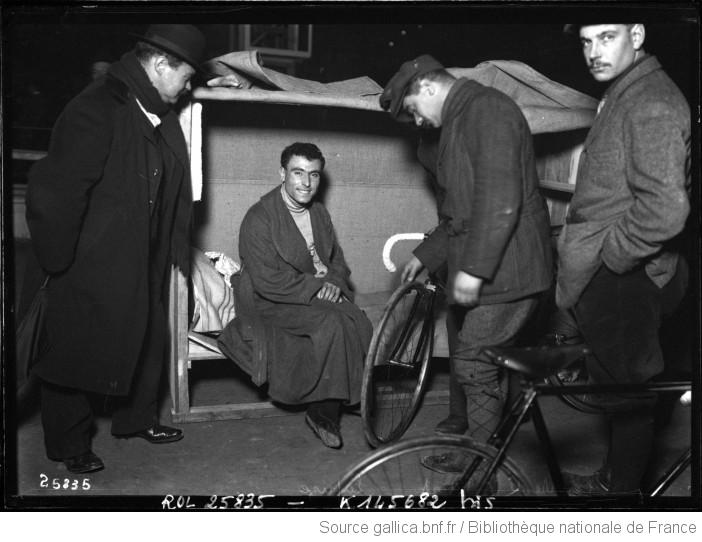
Photographie de presse d'Octave Lapize au repos lors d’une course des six-jours jours au vélodrome d'hiver de Paris, en 1913.

- (1880) Gabriel Voisin "Nos étonnantes chasses", Paris, La Table ronde, 1963 (pratique évoquée : aviation)
- (1880) Louis Hémon "Battling Malone, pugiliste", Paris, Bernard Grasset, 1925
- (1881) Paul Voivenel "Mon beau rugby", Toulouse, Éditions de l'Héraklès, 1942
- (1881) Bernard Grasset "Les chemins de l'écriture", Paris, B. Grasset, 1942
- (1882) Jean Giraudoux "Le sport : Notes et maximes", Paris, Libr. Hachette, 1928
- (1883) Pierre Mac Orlan "La Clique du café Brebis, histoire d'un centre de rééducation intellectuelle", Paris, La Renaissance du livre, 1919 (pratique évoquée : rugby)
- (1883) Jacques Mortane "Blaise Putois, boxeur", Paris, Baudinière, 1924
- (1883) Louis-Léon Martin "Les Coulisses de la boxe", Paris, Éditions des Portiques, 1931
- (1884) Alexandre Arnoux "Suite variée", Paris, B. Grasset, 1925 (pratiques évoquées : rugby ; course à pied)
- (1884) Georges Duhamel "Scènes de la vie future", Paris, Mercure de France, 1930 (pratique évoquée : baseball)
- (1884) Jean Giono "Les terrasses de l'île d'Elbe", Paris, Gallimard, 1976 (pratiques évoquées : football ; cyclisme)
- (1885) Marcel Berger "Pourquoi je suis sportif", Paris, Éditions de France, 1930 (pratique évoquée : course à pied)
- (1885) Joseph Jolinon "Le joueur de balle", Paris, Éditions Rieder, 1929 (pratique évoquée : football)
- (1885) Louis-Henry Destel "Desroches footballeur", Nimes, C. Lacour, 1999
- (1885) Paul Cartoux et (1890) Henri Decoin "Le Roi de la pédale", Paris, Gallimard, 1925
- (1885) André Reuze "Le Tour de souffrance", Paris, A. Fayard, 1925
- (1887) René Maran "Le Cœur serré", Paris, A. Michel, 1931
- (1888) Jacques de Lacretelle "Idées dans un chapeau", Monaco, Éditions du Rocher, 1946
- (1888) Paul Morand "Ouvert la nuit", Paris, Éditions de la "Nouvelle revue française", 1922

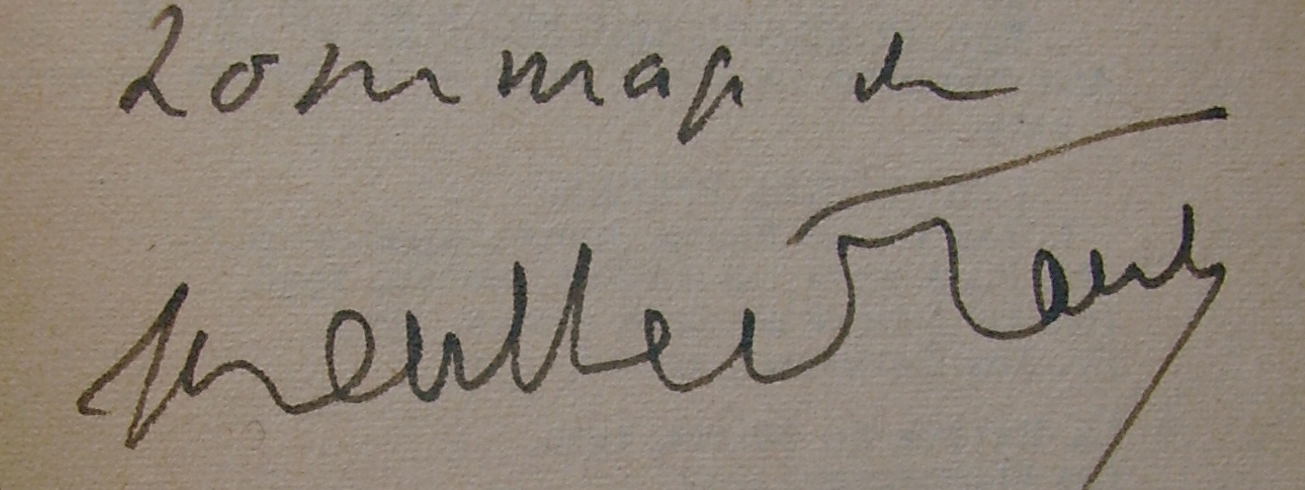
Signature d'Henry de Montherlant, auteur d’un ouvrage « La Relève du matin », dont l’un des textes, « Le Jeudi de Bagatelle », évoque le football.
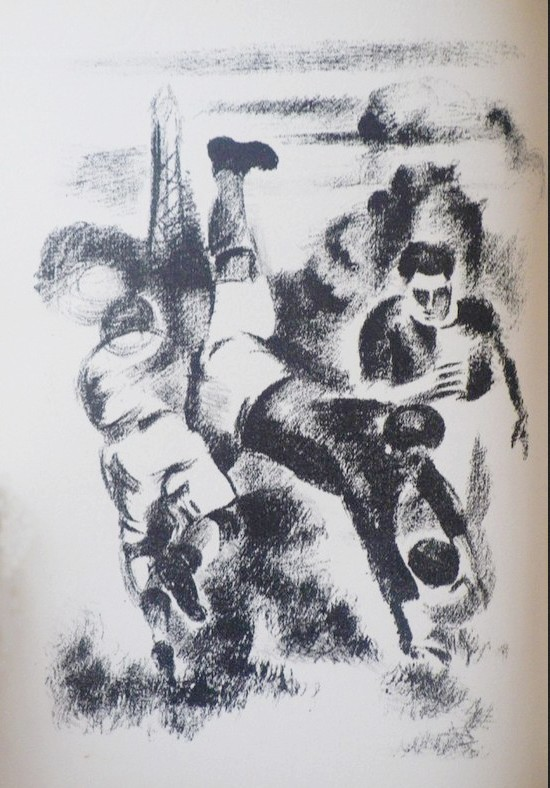
Lithographie originale de Robert Delaunay qui illustre l’ouvrage d’Henry de Montherlant « La Relève du matin », publié en 1920.

- (1890) Maurice Genevoix "Euthymos, vainqueur olympique", Paris, E. Flammarion, 1924
- (1890) Henri Decoin "Quinze rounds", Paris, Ernest Flammarion, 1930
- (1892) Géo-Charles "VIIIe Olympiade, 1924-1928", Bruxelles, Éditions "L'Equerre", sans date
- (1892) André Obey "L'Orgue du stade", Paris, Nouvelle Revue française, 1924
- (1893) Alain Gerbault "Seul à travers l'Atlantique", Paris, B. Grasset, 1924
- (1894) Roger Vercel "Croisière blanche", Paris, A. Michel, 1931
- (1894) Jean Bernier "Tête de mêlée", Paris, F. Rieder et Cie, 1924
- (1894) Georges Carpentier "Mon match avec la vie", Paris, Flammarion, 1954
- (1895) Henry de Montherlant « La Relève du matin », Paris, Société littéraire de France, 1920
- (1897) Henri Chabrol "La Chair est forte", Paris, Ernest Flammarion, éditeur, 1930
- (1897) Paul Garcin "Entretiens sur le sport", Grenoble, Les Éditions françaises nouvelles, 1943
- (1897) Pierre Devaux "X P. 15 en feu ! Voyage dans le système solaire", Paris, Magnard, 1945
- (1897) Joseph Pascot "Six maillots de rugby", Poitiers : les Cahiers de France, 1926
- (1898) Philippe Hériat "L'Innocent", Paris, éditions Denoël et Steele, 1931
- (1898) Paul Vialar "Lettre ouverte à un jeune sportif", Paris, A. Michel, 1967
- (1899) Jean-André Grégoire "24 heures au Mans", Paris, Flammarion, 1955
- (1899) Pierre Bessand-Massenet "Le Frangin", Paris, la Table ronde, 1958
- (1899) Vladimir Nabokov "Lolita", Paris, Gallimard, 1959

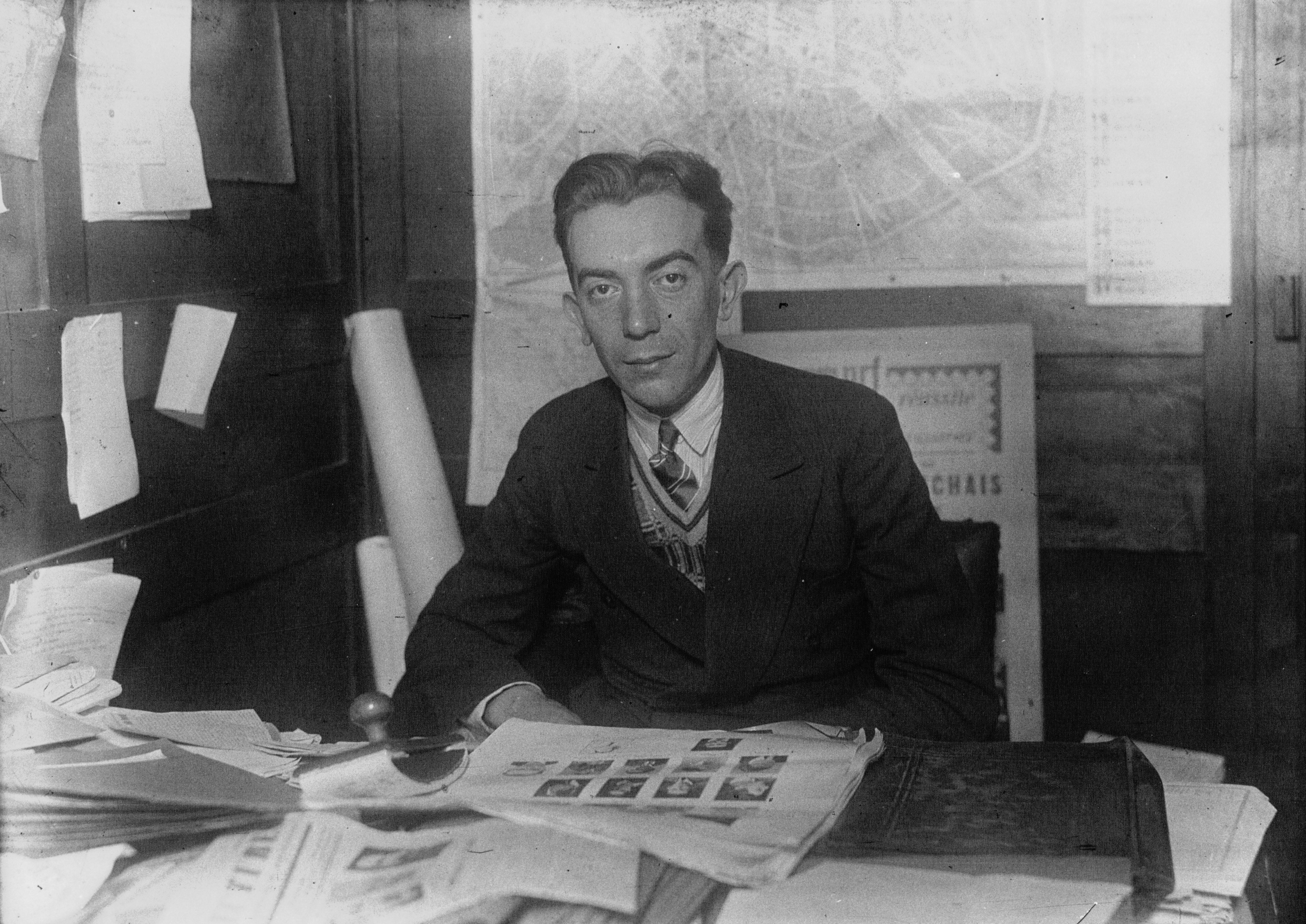
Marcel Aymé a publié en 1934 un recueil de treize nouvelles, dont l’une, « Le dernier », évoque les courses cyclistes.
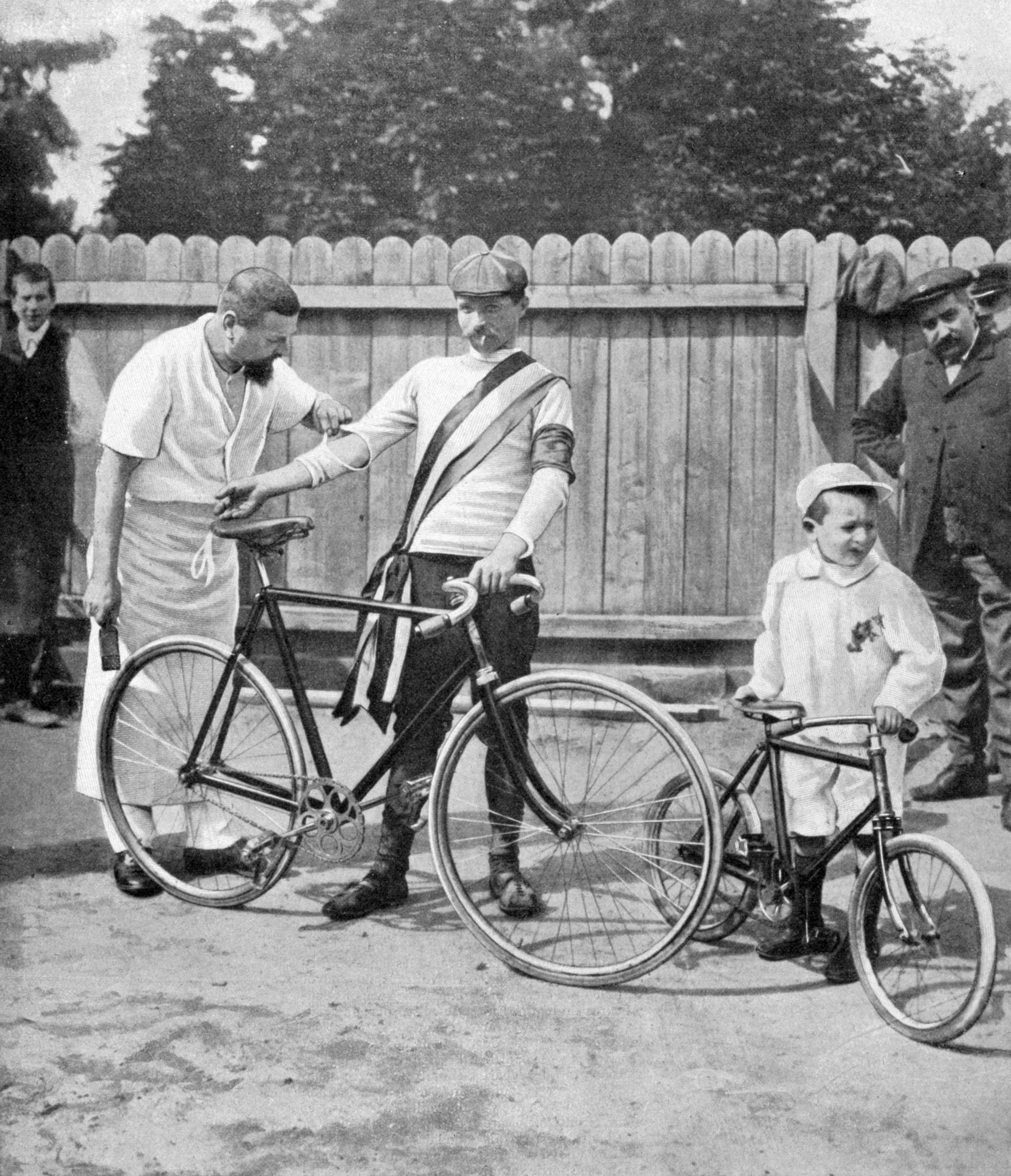
Dans «Le dernier», de Marcel Aymé, sont évoquées les premières courses, tel le Tour de France, gagné, en 1903, par Maurice Garin.

- (1901) Jacques Perret "Articles de sport", Paris, Julliard, 1991
- (1901) Jean Prévost "Plaisirs des sports, essais sur le corps humain", Paris, Gallimard, 1925
- (1901) Paul Martin "Le Sport et l'homme : principes de pédagogie sportive", Genève, P. Cailler, 1948
- (1902) Marcel Aymé "Le nain", Paris, Gallimard, 1934
- (1904) André Leducq et Roger Bastide "La Légende des Pélissier", Paris, Presses de la Cité, 1981 (pratique évoquée : cyclisme)
- (1905) Gaston Meyer "Les Tribulations d'un journaliste sportif", Paris, J.C. Simoën, 1978
- (1905) Jacques Goddet "L'équipée belle", Paris, R. Laffont : Stock, 1991
- (1906) Jules Ladoumègue "Dans ma foulée", Paris, Amiot-Dumont, 1955
- (1906) Roger Frison-Roche "Premier de cordée", Grenoble, B. Arthaud, 1941
- (1907) Georges Magnane "Les Hommes forts", Paris, Gallimard, 1942
- (1907) Roger Vailland "325.000 francs", Paris, Corrêa, 1955
- (1907) Olivier Merlin "Georges Carpentier : gentleman du ring", Paris, Hatier, 1975
- (1907) Samivel "Nouvelles d'en haut", Paris, Hoëbeke, 1995
- (1908) Alain Sergent "Le Pain et les jeux", Paris, La Jeune Parque, 1945
- (1908) Maurice Merleau-Ponty "La structure du comportement", Paris, Presses universitaires de France, 1942 (pratique évoquée : football)

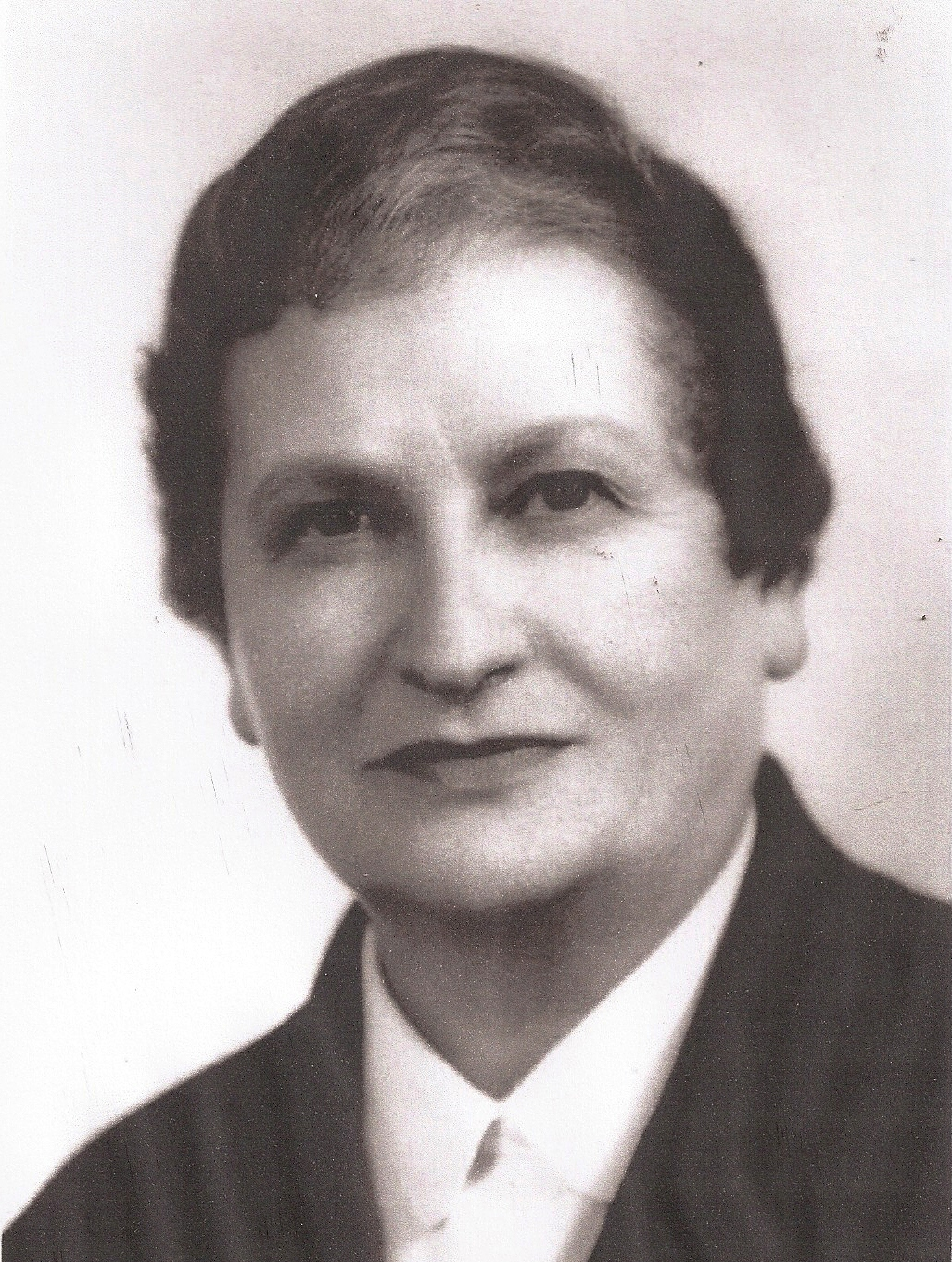
Marie-Thérèse Eyquem, théoricienne du sport et dirigeante sportive, a écrit plusieurs ouvrages sur le sport.
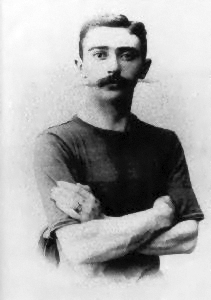
Marie-Thérèse Eyquem a publié, en 1966, un ouvrage sur Pierre de Coubertin et l’épopée olympique.

- (1912) Raymond Boisset "A vos marques, trois courses, trois victoires, trois records", Paris, Éditions Je sers, 1949
- (1912) Michel Boutron "La Grande fête du sport", Paris, A. Bonne, 1970
- (1913) Joseph Meiffret "Mes rendez-vous avec la mort (pourquoi ?)", Paris, Flammarion, 1965
- (1913) Marie-Thérèse Eyquem "Pierre de Coubertin, l’épopée olympique", Paris, Calmann-Lévy, 1966
- (1913) Kléber Haedens "Adios", Paris, B. Grasset, 1974
- (1913) Albert Camus "La Peste", Paris, Gallimard, 1947 (pratique évoquée : football)
- (1913) Roger Caillois « Les jeux et les hommes : le masque et le vertige », Paris, Gallimard, 1958
- (1915) Joffre Dumazedier "Regards neufs sur le sport", avec M. Baquet. A. Bazin. P. Bellugue. R. Berthoumieu. R. Boisset, Paris, Éditions du Seuil, 1950
- (1915) Roland Barthes dans « Mythologies » : « Le monde où l’on catche » ; « Le Tour de France comme épopée », Paris, Éditions du Seuil, 1957
- (1916) Yves Gibeau "La ligne droite", Paris, Calmann-Lévy, 1956
- (1917) Gilbert Prouteau "Balle de match", Paris, Amiot-Dumont, 1954
- (1917) Marcel Hansenne "Du Sport plein la tête", Paris, Flammarion, 1983
- (1917) Georges Haldas "La Légende du football : chronique", Lausanne, L'Âge d'homme, 1981
- (1918) Jean-François Brisson "Sport qui tue, sport qui sauve", Paris, A. Fayard, 1965
- (1918) Étienne Lalou "Les règles du jeu", Paris, Egloff, 1948
- (1918) Maurice Huet "La IIIe Olympiade", Paris, la Renaissance du livre, sans date
- (1918) Roger Couderc « Le Rugby, la télé et moi », Paris, R. Solar, 1966 (pratique évoquée : rugby)

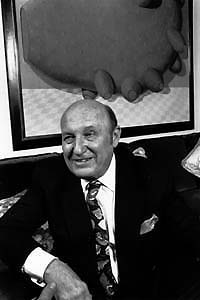
Frédéric Dard, alias San-Antonio, a mis en scène l’inspecteur Bérurier dans « Vas-y, Béru ! », publié en 1952, où il est question de cyclisme.

- (1920) Michel Bouet "Signification du sport", Paris, Éditions universitaires, 1968
- (1921) Jean Lacouture "Le Rugby, c'est un monde", Paris, Éditions du Seuil, 1979
- (1921) Frédéric Dard "Vas-y, Béru !", Paris, Éditions Fleuve noir, 1952
- (1921) Serge Groussard "La Médaille de sang", Paris, Denoël, 1973 (pratique évoquée : athlétisme)
- (1922) Robert Chapatte et Jean-Marie Pinçon "Quand claquent les portes", Paris, R. Laffont, 1987 (pratique évoquée : cyclisme)
- (1922) Antoine Blondin "L'Ironie du sport : chroniques de "L'Équipe" : 1954-1982", Paris, F. Bourin, 1988
- (1922) Pierre Chany "Arriva Coppi ou les Rendez-vous du cyclisme", Paris, La Table ronde, 1960
- (1923) Pierre Naudin "Les mauvaises routes", Paris, Gallimard, 1959
- (1923) Bernard Clavel "L'Hercule sur la place", Paris, R. Laffont, 1966
- (1923) Jacques Thibault "L'Influence du mouvement sportif sur l'évolution de l'éducation physique dans l'enseignement secondaire français", Paris, J. Vrin, 1979
- (1924) Henry de Montherlant Les Olympiques, Paris, Bernard Grasset, 1924
- (1924) Pierre Moustiers "La Paroi", Paris, Gallimard, 1969
- (1924) Alain Bombard "Naufragé volontaire", Paris, Éditions de Paris, 1953
- (1925) Bernard Moitessier "Cap Horn à la voile, 14216 milles sans escale", Grenoble, Arthaud, 1967
- (1925) Jacques Augendre "Antoine Blondin : un singe en été", Issy-les-Moulineaux, « L'Équipe », 2005
- (1926) Denis Lalanne "La mêlée fantastique", Paris, La Table ronde, 1961
- (1926) Claude Néron "La Grande marrade", Paris, B. Grasset, 1965
- (1927) René Fallet "Le Triporteur", Paris, Denoël, 1951 (pratique évoquée : football)
- (1927) Pierre Bourgeade "Le Football, c'est la guerre poursuivie par d'autres moyens", Paris, Gallimard, 1981 (pratique évoquée : football)
- (1928) Louis Nucera "Mes rayons de soleil", Paris, B. Grasset, 1987
- (1928) Claude Confortès "Le Marathon : pièce en 3 actes", Paris, Gallimard, 1973
- (1928) Pierre Sansot "Le Rugby est une fête : au monde de l'ovale", Paris : Plon, 1990
- (1929) Bernard Jeu "Le Sport, la mort, la violence", Paris, Éditions universitaires, 1972

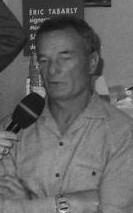
Éric Tabarly a écrit plusieurs ouvrages sur la course à voile, dont "Victoire en solitaire, Atlantique 1964", publié en 1964.
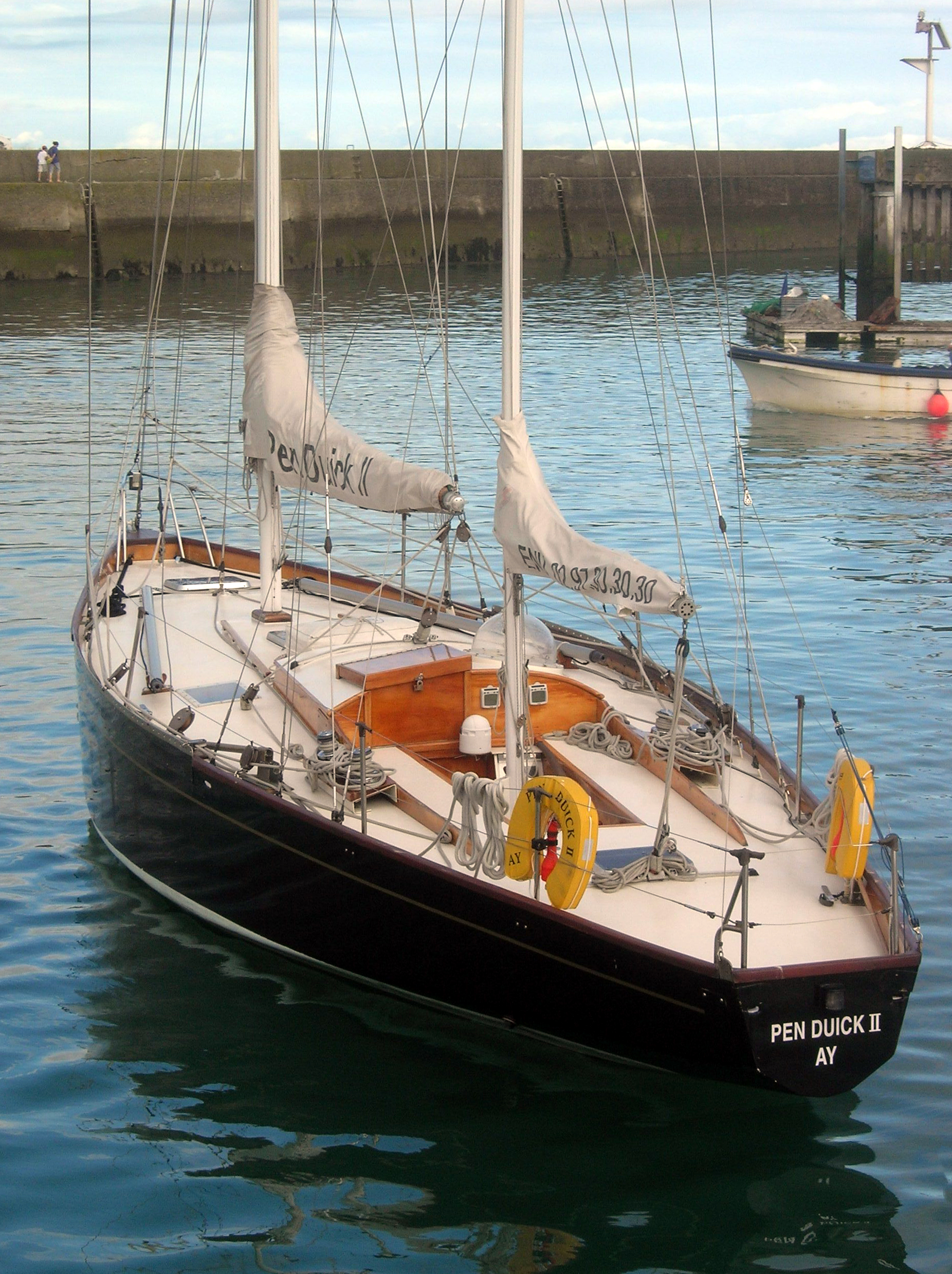
La course transatlantique en solitaire, en 1964, a été gagnée par Éric Tabarly, sur le voilier Pen Duick II, un ketch de 13,60 mètres.

- (1930) Jean Bobet "Lapize, celui-là était un « as »", Paris, La Table ronde, 2003
- (1930) Robert Parienté "La Fabuleuse histoire de l'athlétisme", Paris, O.D.I.L, 1979
- (1931) Éric Tabarly "Victoire en solitaire, Atlantique 1964", Grenoble, Arthaud, 1964
- (1932) Christian Quidet "La Fabuleuse histoire des arts martiaux", Paris, Éditions ODIL, 1983
- (1932) Alexis Philonenko "Histoire de la boxe", Paris, Critérion, 1991
- (1932) Georges Londeix "Football", Paris, A. Michel, 1972
- (1932) Patrick Cauvin "C'était le Pérou", Paris, J.-C. Lattès, 1980
- (1933) Pierre Albaladejo « Les mouches ont changé d'âne ! », Paris, J.-C. Lattès, 1999 (pratique évoquée : rugby)
- (1934) Vladimir Dimitrijevic "La vie est un ballon rond", Paris, Éd. de Fallois, 1998
- (1935) Marc Augé « Éloge de la bicyclette », Paris, Éd. Payot & Rivages, 2008 (pratique évoquée : cyclisme)
- (1936) Jean Durry "La Véridique histoire des géants de la route", Paris, Denoël, 1973
- (1936) Georges Perec « W ou le Souvenir d'enfance », Paris, Denoël, 1975
- (1937) Guy Lagorce "Les Héroïques : nouvelles", Paris, Julliard, 1980
- (1937) Noël Tamini "La saga des pédestrians", Rodez, Éd. Edior, 1997
- (1937) Jean-Pierre Lacour « Les grands du rugby », Paris, Sélection du "Reader's digest", 2000 (pratique évoquée : rugby)
- (1938) Philippe Tournon « La légende des bleus », Paris, Canal+ éd., 2004 (pratique évoquée : football)
- (1938) Alfred Wahl et Pierre Lanfranchi « Les footballeurs professionnels : des années trente à nos jours », Paris, Hachette, 1995 (pratique évoquée : football)
- (1938) Pierre-Louis Rey "Le Football : vérité et poésie", Paris, Hachette, 1979
- (1938) Alfred Wahl "Les Archives du football : sport et société en France", 1880-1980, Paris, Gallimard, 1989 (pratique évoquée : football)
- (1938) Claude Serre « Le Sport / dessins de Serre », Grenoble, J. Glénat, 1978

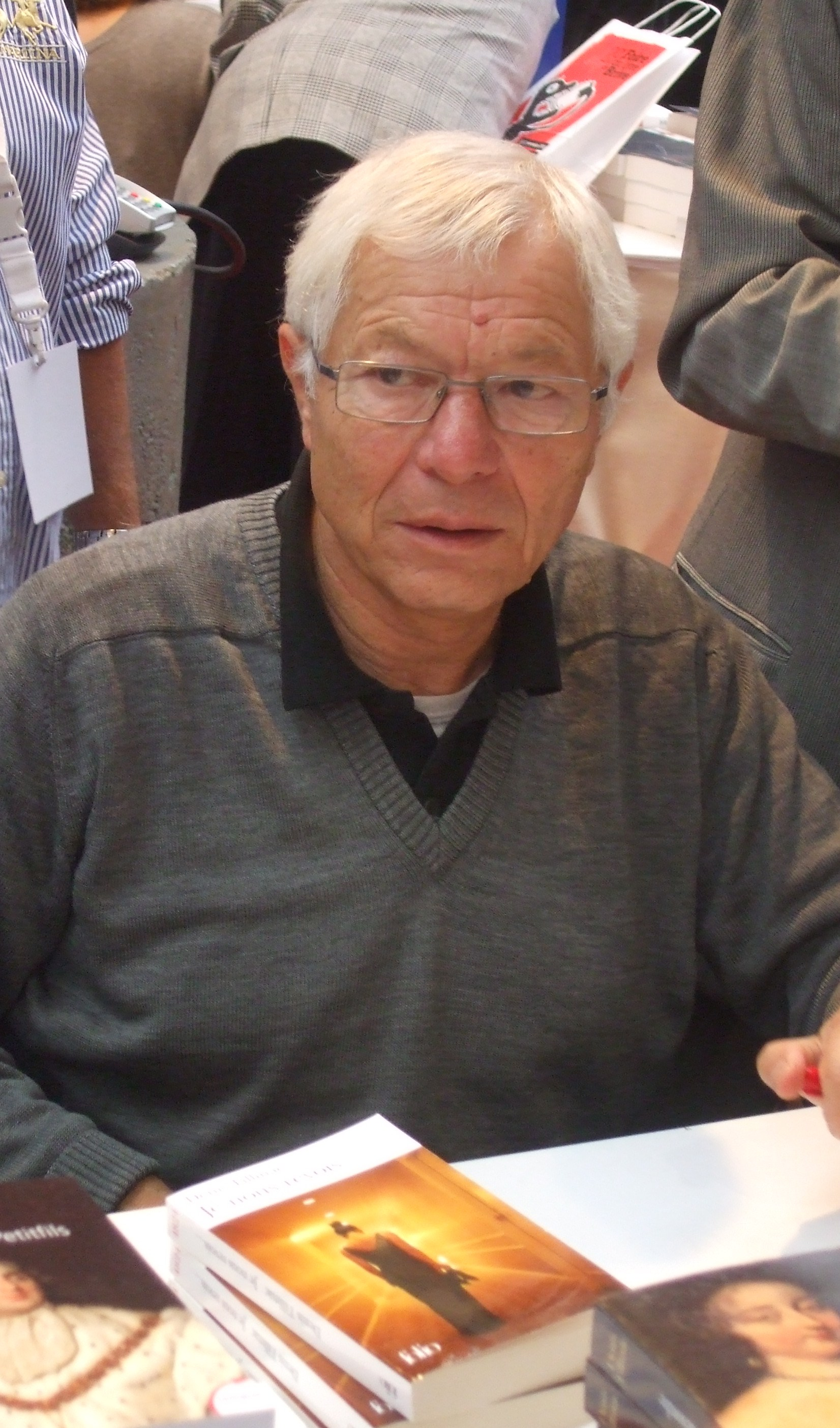
Denis Tillinac a évoqué le rugby dans son ouvrage « Rugby blues », publié en 1993.
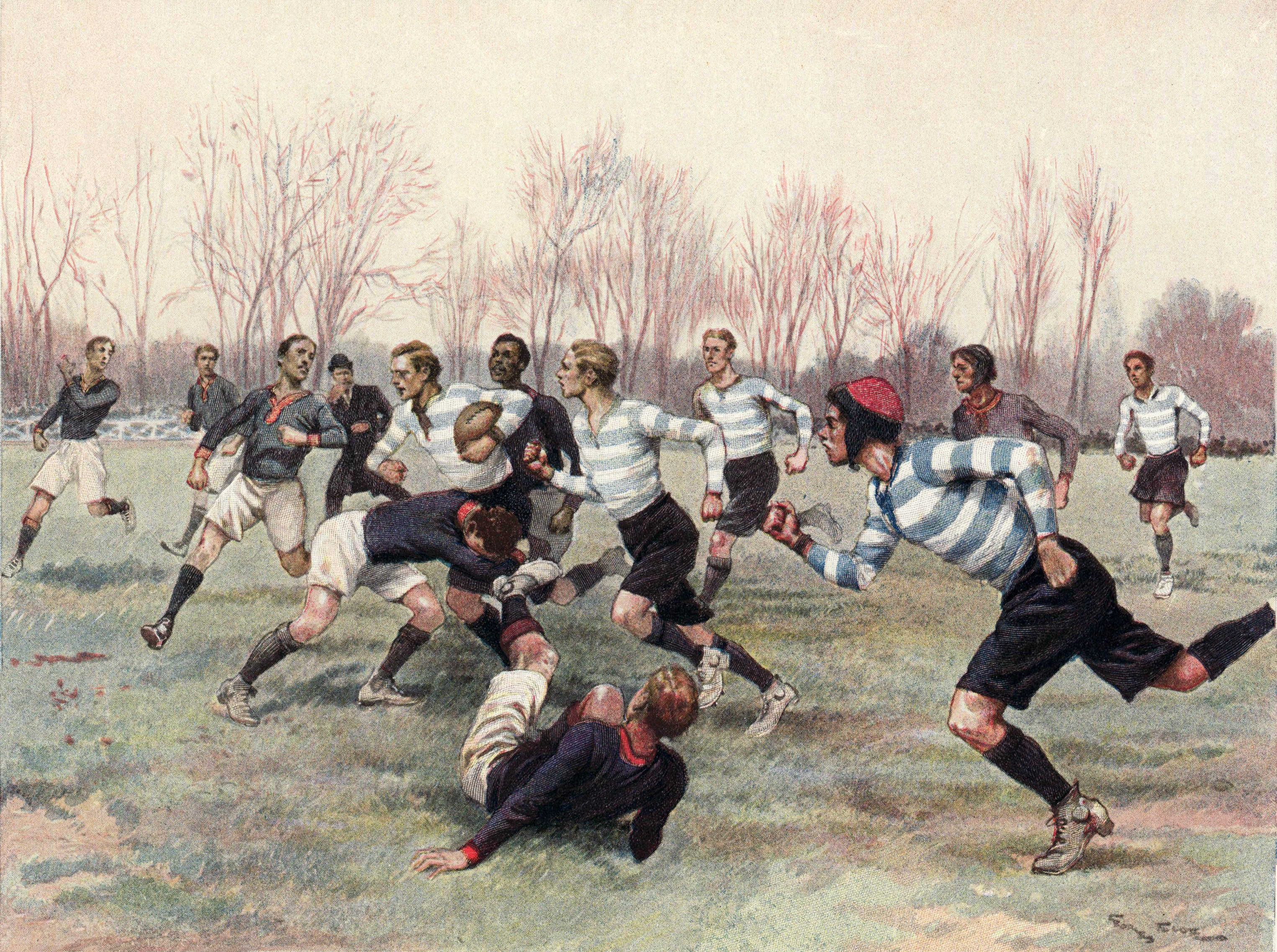
Des pionniers : Stade français et Racing club de France pratiquant le sport évoqué par Denis Tillinac dans "Rugby Blues".

- (1940) Jean-François Ballereau "Cavalier dans l'Ouest : du Canada au Mexique", Paris, Arthaud, 1978
- (1940) Alain Billouin « 100 dieux du stade », Paris, Solar, 2001 (pratique évoquée : athlétisme)
- (1941) Georges Vigarello "Techniques d'hier et d'aujourd'hui, collection :  Une histoire culturelle du sport", Paris, « Revue EPS » R. Laffont, 1988
- (1941) Rachid Boudjedra "Le Vainqueur de coupe", Paris, Denoël, 1981
- (1942) Pierre Arnaud "Les athlètes de la République : gymnastique, sport et idéologie républicaine : 1870-1914", sous la direction de Pierre Arnaud, Toulouse, Privat, 1987
- (1942) Christian Montaignac "Le sourire des protège-dents", Bègles, Le Castor astral, 1999
- (1943) Yves Ballu "Les Alpinistes", Paris, Arthaud, 1984
- (1943) Philippe Tournon "Platini : le football en fête", Paris, Alta, 1977 (pratique évoquée : football)
- (1943) Jean-Marie Rouart "Avant-guerre", Paris, B. Grasset, 1983
- (1944) Jean-Paul Ollivier "Anquetil, l'homme des défis", Paris, Flammarion, 1986 (pratique évoquée : cyclisme)
- (1945) Jean-Noël Blanc « La légende des cycles », Bordeaux, Le Castor astral, 2003 (pratique évoquée : cyclisme)
- (1945) Philippe Muray "Après l'histoire : essai", Paris, Les Belles Lettres, 1999 (pratique évoquée : football)
- (1945) Roger Bambuck "La Course à pied", avec Jean Marcellin, Paris, Magnard, 1984
- (1945) Pierre Pelot "La Guerre olympique", Paris, Denoël, 1980
- (1945) Jean-Noël Blanc "Tir au but", Paris, Éd. du Seuil, 1999
- (1945) Jean Colombier "Béloni", Paris, Calmann Lévy, 1992
- (1946) Jean-Bernard Pouy "54 × 13", Nantes, L'Atalante, 1996
- (1946) Pierre Salviac « Rugby + », Toulouse, Éd. Milan, 1989 (pratique évoquée : rugby)
- (1947) Cyrille Guimard « Un Vélo dans la tête », Paris, Solar, 1980 (pratique évoquée : cyclisme)
- (1947) Évelyne Coquet "Le Bonheur à cheval : de Paris à Jérusalem sur le chemin des Croisés", Paris, R. Laffont, 1975
- (1947) Denis Tillinac "Rugby blues", Paris, La Table ronde, 1993
- (1947) Jean Echenoz Courir, Paris, Les Éd. de Minuit, 2008
- (1947) Frédéric Roux "Lève ton gauche !", Paris, Ramsay, 1984
- (1947) Marcel Couchaux "Zatopek : les années Mimoun", Frontignan, 6 pieds sous terre, 2006
- (1947) Christian Bromberger "Le match de football : ethnologie d'une passion partisane à Marseille, Naples et Turin", Paris, Éd. de la Maison des sciences de l'homme, 1995 (pratique évoquée : football)
- (1947) Paul Fournel "Les Athlètes dans leur tête", Paris, Ramsay, 1988 (pratique évoquée : football)
- (1948) Paul Yonnet "Huit leçons sur le sport", Paris, Gallimard, 2004 (pratique évoquée : football)
- (1948) Jacques Defrance « Sociologie du sport », Paris, Ed. la Découverte, 1995
- (1948) Daniel Picouly « Fort-de-l'Eau », Paris, Flammarion, 1997
- (1949) Jean-Philippe Domecq « Ce que nous dit la vitesse : essai », Paris, Quai Voltaire, 1994
- (1949) Joëlle Wintrebert, Les Olympiades truquées, Paris, Fleuve noir, 1987
- (1949) Jean-Louis Crimon Verlaine avant-centre, Bordeaux, Le Castor astral, 2001
- (1949) Christian Oster Volley-ball, Paris, Éd. de Minuit, 1989
- (1949) Jean Hatzfeld Où en est la nuit, Paris, Gallimard, 2011
- (1949) Carl de Souza En chute libre, Paris, Éd. de l'Olivier, 2011
- (1949) Bernard Chambaz Evviva l'Italia : balade, Paris : Éd. du Panama, 2007
- (1949) Roger Legeay, Jacky Hardy et Denis Roux « Cyclisme sur route », Paris, Amphora, 1999 (pratique évoquée : cyclisme)

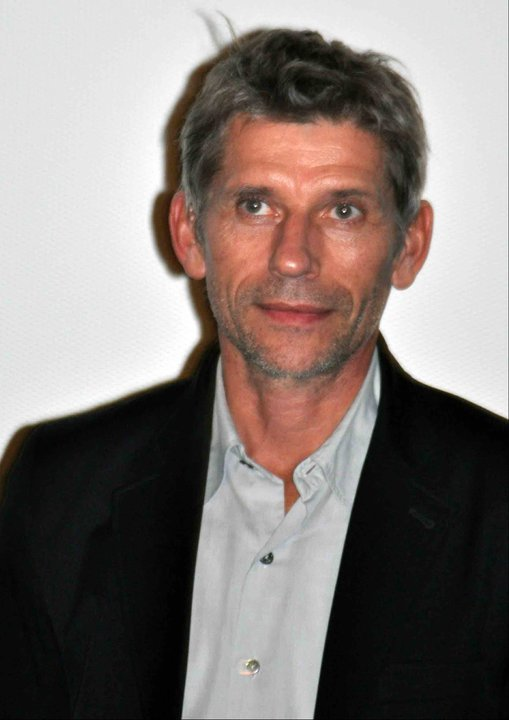
Jacques Gamblin, auteur de pièces de théâtre, comme "Quincailleries", "Le Toucher de la hanche", "Entre courir et voler y a qu'un pas papa".
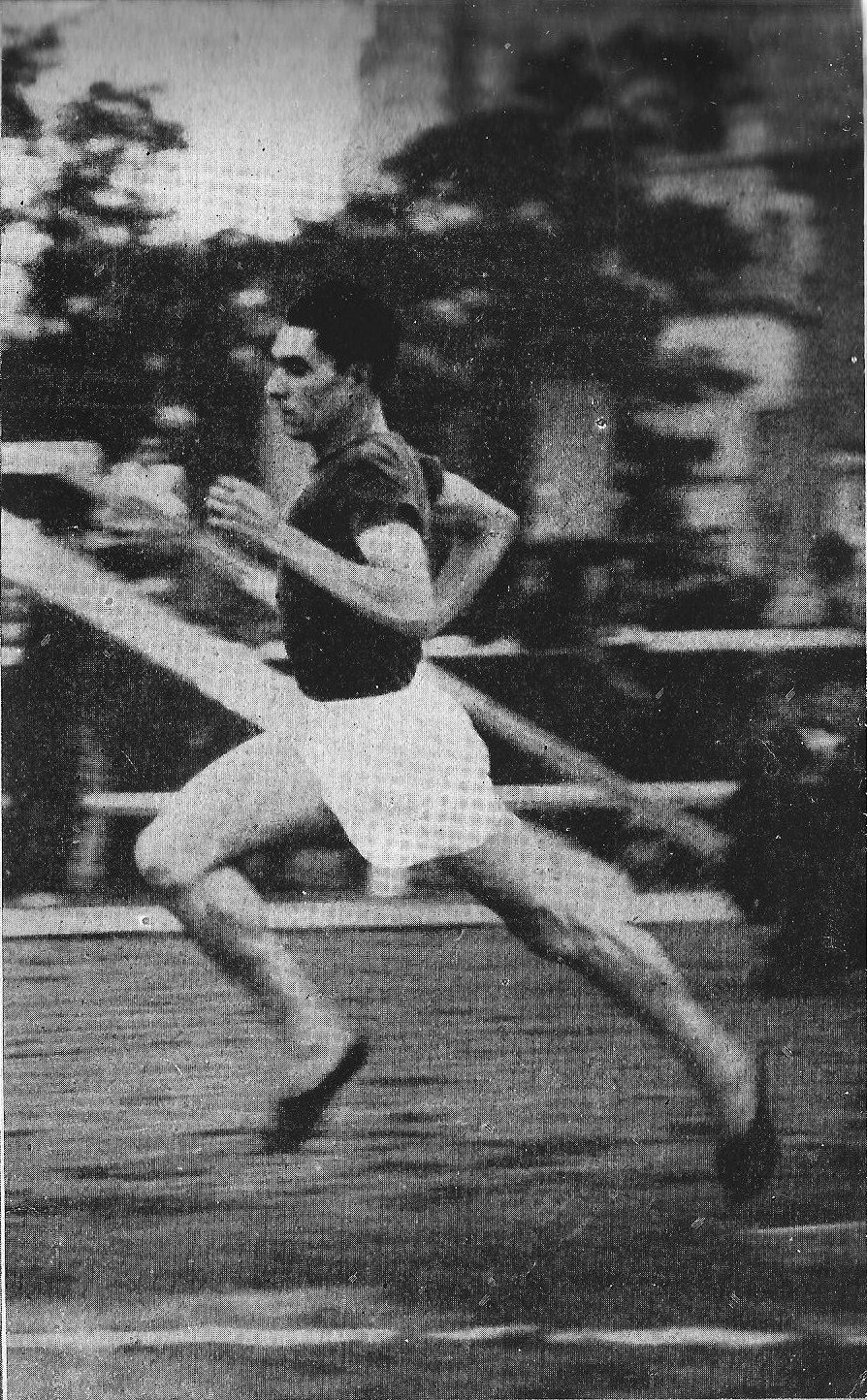
Dans "Entre courir et voler y a qu'un pas papa", Jacques Gamblin évoque la course à pied, dont Jules Ladoumègue a été l’un des pionniers.

- (1950) Alain Ehrenberg "Le culte de la performance", Paris, Calmann-Lévy, 1991
- (1950) Patrick Mignon "La passion du football", Publication, Paris, O. Jacob, 1998 (pratique évoquée : football)
- (1950) Philippe Delerm « La tranchée d'Arenberg et autres voluptés sportives », Paris, Éd. du Panama, 2006
- (1950) Patrick Béon « Nu dans mes bottes », Issy-les-Moulineaux, Éd. Prolongations, 2009 (pratique évoquée : cyclisme)
- (1950) André Scala " Silences de Federer", Paris, éditions de la différence, 2011 (pratique évoquée : tennis)
- (1951) Georges Cadiou « Les grands duels du cyclisme : portraits d'une époque », Saint-Cyr-sur-Loire, A. Sutton, 2008 (pratique évoquée : cyclisme)
- (1951) Michel Caillat « Sport et civilisation : histoire et critique d'un phénomène social de masse, Paris, L'Harmattan, 1996
- (1951) Serge Valletti, « Monsieur Armand dit Garrincha » : suivi de « Sixième solo », Nantes, L'Atalante, 2001
- (1952) Michel Embareck "Nouvelles mêlées", avec Eric Halphen, Paris, Gallimard, 2003
- (1952) Michel Brousse "Le judo : son histoire, ses succès", Genève, Paris, Minerva, 2002 (pratique évoquée : judo)
- (1952) Philippe Barbeau et Jean Coué, « Le vélo », Paris, Flammarion, 1998 (pratique évoquée : cyclisme)
- (1953) Benoît Heimermann "Les combats de Muhammad Ali", Bordeaux, Le Castor astral, 1998
- (1953) François Bon "Limite", Paris, Éd. de Minuit, 1985 (pratique évoquée : football)
- (1953) Jean-Marc Huitorel « La beauté du geste : l'art contemporain et le sport », Paris, Éd. du Regard, 2005
- (1953) Marc Perelman « Le stade barbare : la fureur du spectacle sportif », Paris, Éd. Mille et une nuits, 1998
- (1954) Robert Redeker "Le sport contre les peuples", Paris, Berg international éd., 2002 (pratique évoquée : football)
- (1955)  Patrice Lelorain "Off", Climats, 1998, (pratique évoquée: course à pied)
- (1955) Christian Laborde "L'ange qui aimait la pluie", Paris, A. Michel, 1994
- (1955) Mathieu Lindon "Champion du monde", Paris, POL, 1994
- (1955) Dominique Rocheteau « Football », Paris, Rageot, 1986 (pratique évoquée : football)
- (1956) Patrick Besson "Le viol de Mike Tyson", Paris, Scandéditions, 1993
- (1957) Jacques Gamblin "Entre courir et voler il n'y a qu'un pas papa", Paris, Le Dilettante, 2003
- (1957) Philippe Brunel « Le tour de France intime : seigneurs et forçats de la route », Paris, Calmann-Lévy, 1995 (pratique évoquée : cyclisme)
- (1958) Luc Le Vaillant « Michel Platini », Paris, Casterman, 1998 (pratique évoquée : football)
- (1958) Pierre-Louis Basse « PSG, histoires secrètes : 1991-1995 », Paris, Solar, 1995 (pratique évoquée : football)
- (1958) Stéphane Beaud et Philippe Guimard, « Traîtres à la nation ? : un autre regard sur la grève des Bleus en Afrique du Sud », Paris, La Découverte, 2011 (pratique évoquée : football)
- (1958) Gilles Bornais "8 minutes de ma vie", Paris, J.-C. Lattès, 2012
- (1959) Éric Halphen "Sports", Paris, Terrail, impr. 2005
- (1959) Patrice Trapier « Coupe du monde 1998 : les stars », Paris, Solar, 1998 (pratique évoquée : football)
- (1959) Richard Escot et Jacques Rivière « Rugby au centre », Paris, J. Grancher, 1984 (pratique évoquée : rugby)

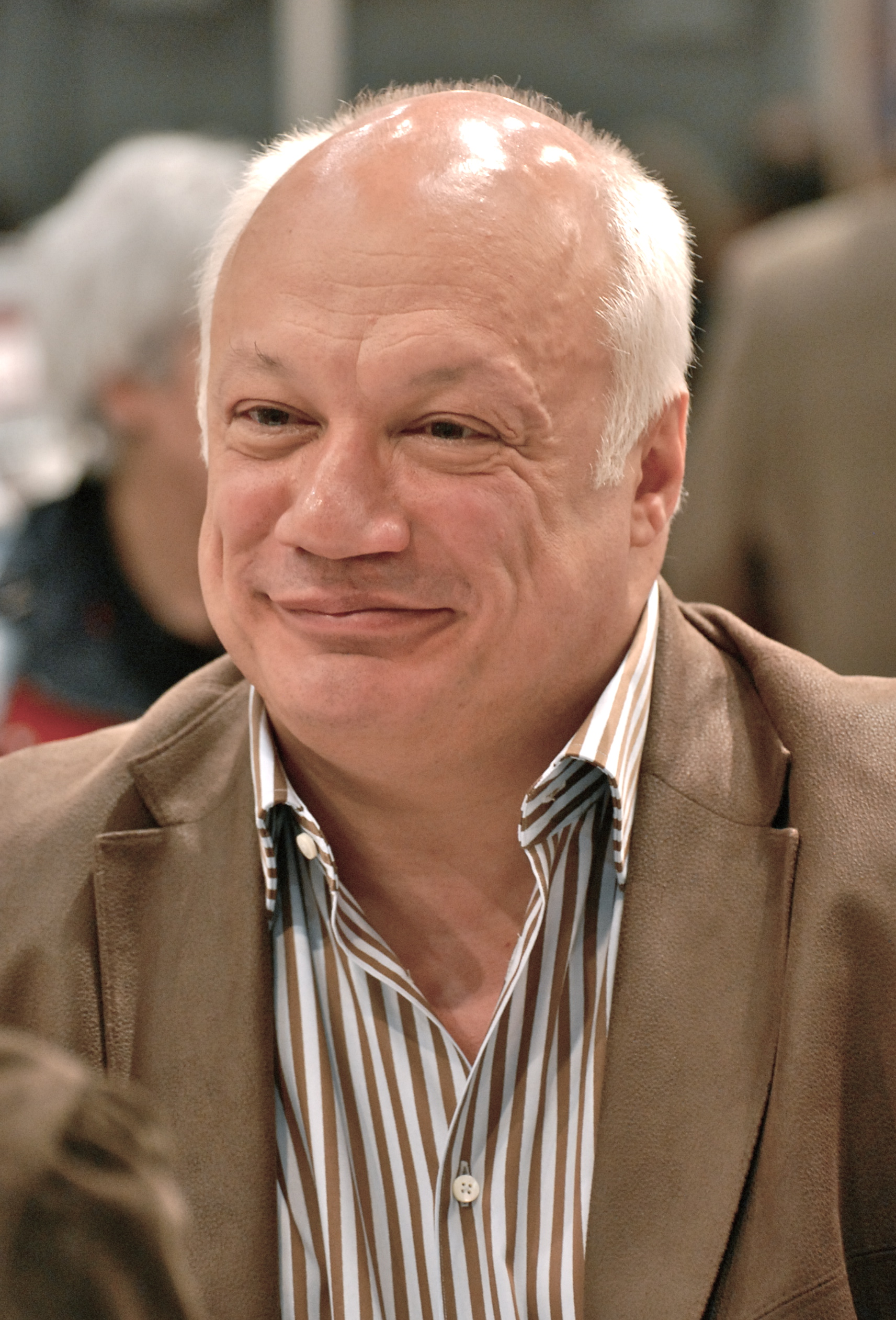
Éric-Emmanuel Schmitt évoque, dans son ouvrage « Le sumo qui ne pouvait pas grossir », le sport traditionnel japonais du sumo.
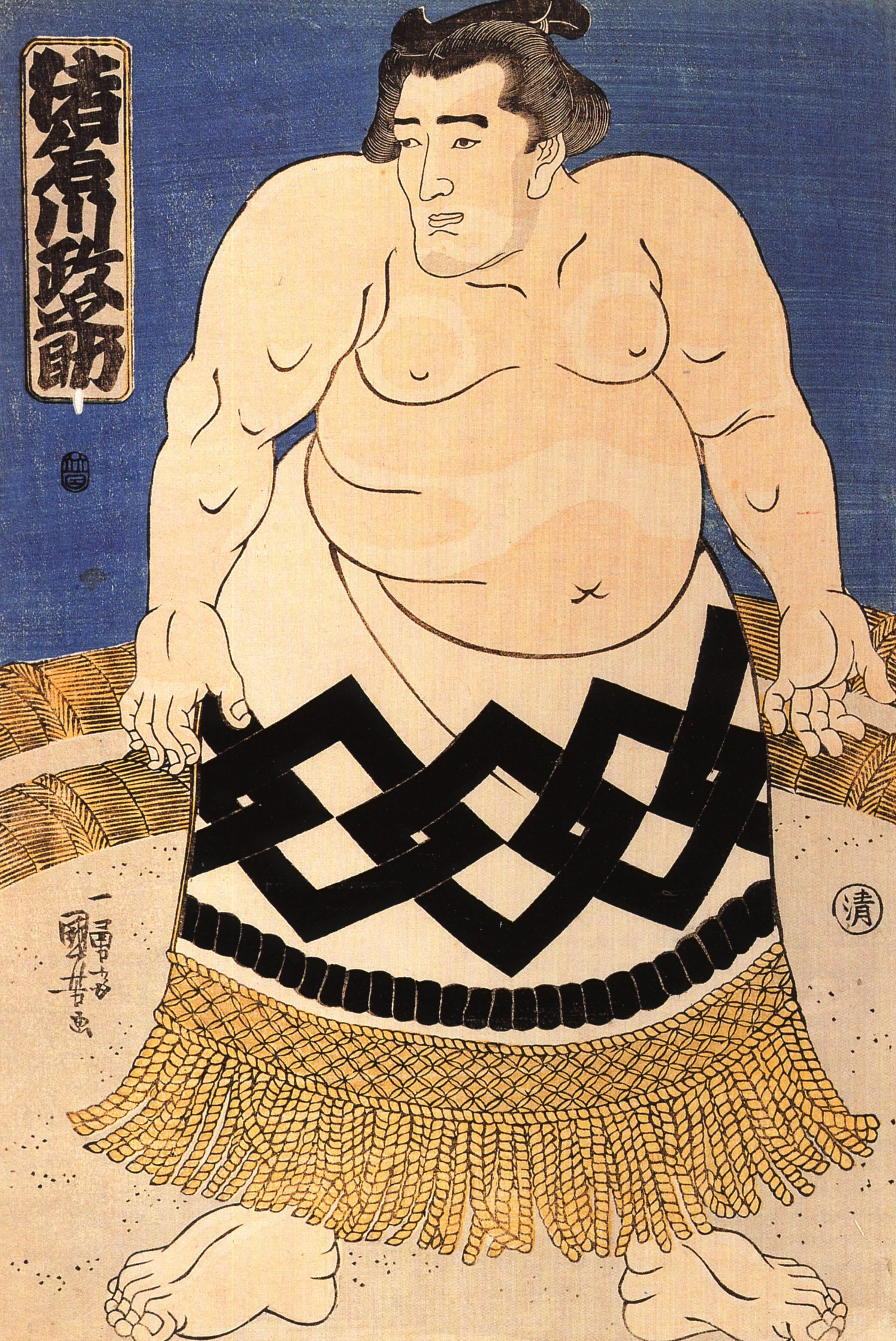
Estampe de Kuniyoshi Utagawa représentant un lutteur de sumo, comme ceux mis en scène par Éric-Emmanuel Schmitt.

- (1960) Éric-Emmanuel Schmitt "Le sumo qui ne pouvait pas grossir", Paris, A. Michel, 2009
- (1960) Eric Fottorino "Je pars demain", Paris, Stock, 2001
- (1960) Yannick Noah « Balles de match », Paris, Solar, 1981 (pratique évoquée : tennis)
- (1960) Laurent Fignon « Nous étions jeunes et insouciants », Paris, Grasset, 2009 (pratique évoquée : cyclisme)
- (1961) Philippe Bordas "Forcenés", Paris, Fayard, 2008 (pratique évoquée : cyclisme)
- (1961) Béatrice Egémar « Quand je serai grand, je serai footballeur », Paris, Fleurus, 2008 (pratique évoquée : football)
- (1961) Calixthe Beyala "Les Lions indomptables : cinquante ans de bonheur", Paris, A. Michel, 2010 (pratique évoquée : football)
- (1961) Philippe Guillard "Petits bruits de couloir", Paris, La Table ronde, 1999
- (1962) Patrick Vassort "Football et politique : sociologie historique d'une domination", Paris, Les Éd. de la Passion, 1999 (pratique évoquée : football)
- (1962) Magyd Cherfi "Livret de famille : récits", Arles, Actes Sud, 2004 (pratique évoquée : football)
- (1962) Bruno Ahime « Les immortels de l'équipe de France », Saint-Cyr-sur-Loire, A. Sutton, 2004 (pratique évoquée : football)
- (1962) Mathieu Méranville « Sport, malédiction des noirs ? », Paris, Calmann-Levy, 2007 (athlétisme)
- (1963) Jamel Balhi "Les routes de la foi : relier en courant les villes saintes : Lourdes, Rome, Jérusalem, Bénarès, La Mecque, Lhassa, 18 450 km en courant", Paris, Le Cherche midi éd., 1999
- (1963) Catherine Cusset "La haine de la famille", Paris, Gallimard, 2000
- (1964) Pascal Dessaint "Du bruit sous le silence", Paris, Payot et Rivages, 1998
- (1964) Maryse Éwanjé-Épée « Négriers du foot », Monaco, Éd. du Rocher, 2010 (pratique évoquée : football)
- (1964) Paul Dietschy « Histoire du football », Paris, Perrin, 2010 (pratique évoquée : football)
- (1967) Laurent Mauvignier, Dans la foule, Paris, Les Éd. de Minuit, 2006
- (1968) Fatou Diome « Le ventre de l'Atlantique », Paris, A. Carrière, 2003
- (1968) Philippe Croizon "J'ai traversé la Manche à la nage", Paris, J.-C. Gawsewitch, 2012
- (1968) Marie-José Pérec « Rien ne sert de courir », Paris, B. Grasset, 2008 (pratique évoquée : athlétisme)
- (1969) Olivier Obel, Christophe Brissonneau et Fabien Ohl, « L'épreuve du dopage : sociologie du cyclisme professionnel », Paris, Presses universitaires de France, 2008 (pratique évoquée : cyclisme)
- (1969) Xavier Rivoire « Beckham system : enquête sur l'icône du foot », Paris, Solar, 2004 (pratique évoquée : football)
- (1969) Christian Authier "Les bouffons du foot", Paris, Éd. du Rocher, 2002 (pratique évoquée : football)

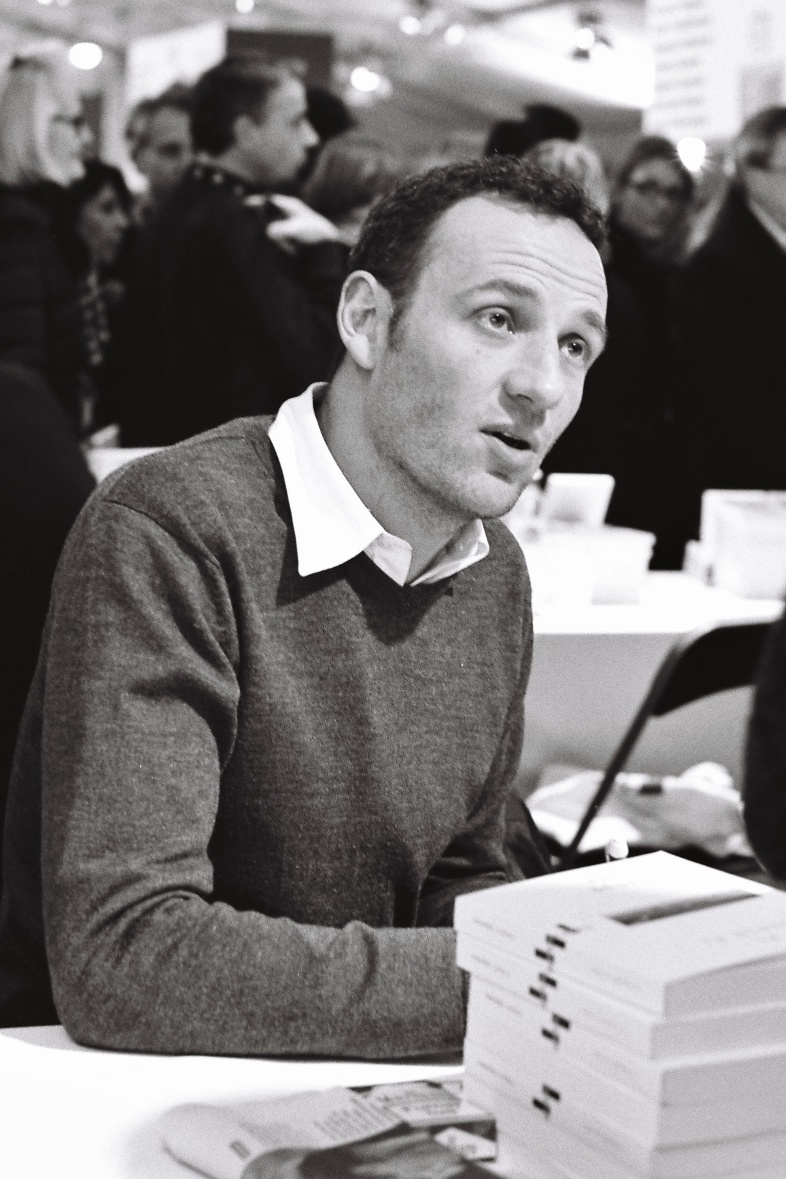
François Bégaudeau, dans "Jouer juste", évoque le club de football du FC Nantes, dont il est un supporter.
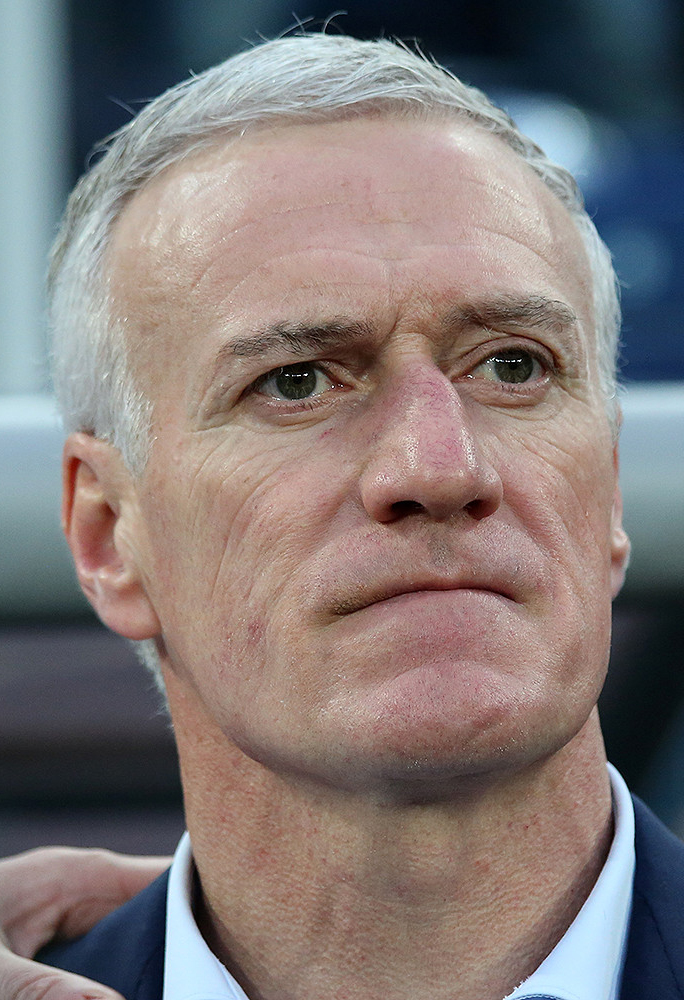
Didier Deschamps, célèbre footballeur et entraineur, a été formé par le club de football du FC Nantes.

- (1971) François Bégaudeau "Jouer juste", Paris, Verticales, 2003 (pratique évoquée : football)
- (1972) Fabrice Santoro « À deux mains », Paris, Hachette littératures, 2009 (pratique évoquée : tennis)
- (1972) Jérôme Chiotti « De mon plein gré », Paris, Calmann-Lévy, 2001 (pratique évoquée : cyclisme)
- (1973) Jérôme Jessel « Sexus footballisticus », Paris, Danger public, 2008 (pratique évoquée : football)
- (1973) Vikash Dhorasoo et Fred Poulet « Hors champ », Paris, Calmann-Lévy, 2008 (pratique évoquée : football)
- (1975) Nicolas Delage et Richard Place « À fleur de peau : 40 maillots mythiques racontés par ceux qui les ont portés », Paris, Calmann-Lévy, 2005 (pratique évoquée : football)
- (1975) Arno Bertina "Je suis une aventure", Paris, Verticales, 2011
- (1976) Mathias Roux "Socrate en crampons : une introduction sportive à la philosophie", Paris, Flammarion, 2010
- (1976) Patrick Vieira « Ne renonce jamais ! », Neuilly-sur-Seine, M. Lafon, 2008 (pratique évoquée : football)
- (1977) Cédric Giblasio « Devenir footballeur professionnel : conseils d'un agent de joueurs », Aubagne, Groupe CCEE, 2011 (pratique évoquée : football)
- (1978) Julien Bertrand « La fabrique des footballeurs », Paris, La Dispute, 2012 (pratique évoquée : football)
- (1980) Raphaël Poulain « Quand j'étais Superman », Paris, R. Laffont, 2011 (pratique évoquée : rugby)
- (1981) Tristan Garcia "En l'absence de classement final : nouvelles", Paris, Gallimard, 2012
- (1988) Jérémie Guez "Balancé dans les cordes", Paris, La Tengo éd., 2012
- (2020) Serge Collinet «Rugby au coeur, les Braqueboys », Dax, Passiflore éd.,2020.